# 綱引いちゃった!
『綱引いちゃった!』（つなひいちゃった）は、2012年制作の日本映画。

## 概要
運動会の出し物とは異なり、8人編成で行ない、高度なテクニックと戦略を必要とするスポーツ・競技綱引きをテーマに描いた、スポ根・コメディ映画。
世界インドア綱引選手権大会で3回の優勝経験がある大分コスモレディースTCに着想を得て制作されたものである。
全国253スクリーンで公開され、2012年11月24、25日の初日2日間で興収5,983万5,200円、動員4万9,754人（連休3日間では興収1億19万200円、動員8万4,238人）になり、映画観客動員ランキング（興行通信社調べ）で初登場第6位となった。

## ストーリー
大分市役所の広報課に勤める西川千晶は、市長の花宮から市のPRのため、女子綱引きチームを結成せよとの特命を受ける。過去に、大分コスモレディースTCという主婦綱引きチームが世界チャンピオンになった実績があったためだ。しかし、綱引きが地味でマイナーなスポーツである事もあって、メンバーを募集するもなかなか人が集まらない。
その頃、千晶の母・容子が勤める市の給食センターが廃止の危機にさらされ、同僚たちと共に市役所を訪れ、廃止撤回を直談判する。その様子を見ていた千晶は、容子たちにチームを結成してもらい、綱引きの全国大会まで勝ち抜いた場合は、センターの廃止を撤回するという約束を花宮から取り付ける事に成功する。千晶は容子たちに集まってもらい競技綱引きとセンター廃止撤回の話をするが、綱引きに興味を持ってくれたのは母を含めて7人だけ。大会には8人いないと試合に参加できないため仕方なく千晶もメンバーに加わり、後日綱引きチーム「綱娘」を結成する。
男性綱引きチームで活動する青年・熊田公雄をコーチとして迎え入れた綱娘たちは早速、大会に向けて練習を始めるのだが、千晶たちの行く手には様々なハードルが立ちはだかる。綱娘たちは公雄から週3日のチーム練習のほか、空いた時間の個人練で下半身強化の筋トレを命じられる。おしゃべり好きな容子たちおばちゃんは和気あいあいと冗談を言いながら練習に取り掛かり、コツコツ練習する千晶とは徐々に温度差が生じ始める。
数週間が経ち大会まで残り1か月となった頃、花宮のつてで強豪の小学生チームと練習試合をするが、相手を甘く見た綱娘たちは惨敗する。相手チームが帰った後千晶は容子たちに、給食センターの存続がかかってるためもっと真面目に練習するよう発破をかける。しかし真剣に取り合ってくれない容子たちの態度にやる気を無くした千晶は、チームを抜けることを告げて帰ってしまう。その直後メンバーの一人が過労で倒れたことをきっかけに、千晶は皆がそれぞれに仕事、家事、日常の悩みを抱えながらも楽しく練習していたことを知る。
容子と公雄からそれぞれ助言を受けた千晶は自分の未熟さを反省し、倒れたメンバーの復帰後皆に頭を下げてチームに戻らせてもらう。翌日から綱娘たちは一丸となって練習に励むが、数日後花宮から突然給食事業の委託を条件に食品会社の誘致が決まり、年内でセンターの廃止を告げられる。花宮に裏切られた千晶は、結果的に皆を騙してしまったことを謝罪し、綱引きの県大会の棄権届を出そうとする。しかし仕事のことは抜きにして綱引きを続けることを決意した容子たちは千晶を説得し、後日綱娘は綱引きの県大会に出場するのだった。

## キャスト
西川千晶
演 - 井上真央
大分市役所広報課職員。「綱娘」(つなむすめ)のメンバーとなり、公雄の指名でキャプテンを任される。市民のために働くことに生きがいを感じている。愚痴をこぼすこともあるが基本的に真面目な性格で、一度やると決めたらひたむきに物事に取り組むタイプ。元陸上競技部ということから脚力はあるが、公雄に上半身の弱さを指摘されて自宅のぶらさがり健康器などで鍛え始める。綱娘の一員だが自身は市職員で容子たちは市民という立場のため、その後練習に対する温度差を感じながらも強く言えないまま、助言や提案という形で練習を促す。
熊田公雄（きみお）
演 - 玉山鉄二
綱娘のコーチ。椎茸農家として働く。独身男で、自身が所属する農協男性綱引きチームの見学に訪れた千晶に一目惚れする。イケメンで筋力もそこそこあるため、容子たちおばちゃんからの人気は高い。射手座のA型。綱娘のメンバーに競技綱引きの基本的なことや、下半身の筋肉の重要性などを教え始める。綱引きに関しては熱心な性格で、普段は明るい気さくな性格ながら時に男気のある一面も持つ。スマホの待受は、初練習の最中にこっそり撮影した千晶の画像。長渕剛のファン。生き物好きでいくつかのウンチク話を知っている。

### 綱娘のメンバー
西川容子
演 - 松坂慶子
千晶の母。給食センター調理員たちのリーダー的存在。夫をガンで亡くし、千晶と2人暮らし。豪快で朗らかな性格で、公雄に会うたび「ムラムラするわ～」と言うのが口癖。その反面、女性同士の集団による独特な和を乱さないための気配りや空気を読む繊細さに長けている。夫が大病になった頃は、まだ子供だった千晶を抱えて経済的・精神的に苦労をした過去がある。「人生は団体戦。皆で力を合わせれば大抵のことは乗り越えられる」との考えを持つ。同じ綱娘のメンバーとなった千晶に、これまでの人生経験で培ってきた妻、母、人生の先輩としての立場から色々と助言する。
大林和枝
演 - 浅茅陽子
容子の親友。夫の失業で複数のアルバイトを掛け持ち中だが、容子にも家庭の事情やバイトのことを隠して表向き“デート”と称してチーム練を遅刻＆早退をしながら練習に参加する。容子には、過去に彼女の夫がガン治療でまとまった金が必要になった時に何も言わず融通したり、その後幼い千晶との生活に不安を感じた時に精神的に支えるなど助けてあげた。
中山絵美
演 - 西田尚美
未亡人。若い頃に交通事故で夫を亡くし、現在は夫の連れ子である息子・健太の反抗期に悩む。健太のことをとても気にかけているが、息子が勉強をしなかったり遅く帰ることがあるため文句の言い合いになることが多い。ある日公雄から、健太が夜の街頭でティッシュ配りのバイトをしていたとの目撃話を聞いて、息子に理由を問いただす。
藤代美香
演 - 渡辺直美
大食いの大女。綱娘のムードメーカーで、ポジションはアンカーマン(最後尾)を担当。牡牛座でO型。ふくよかな体型をしていることや陽気な性格なため、仲間から言動をよくいじられている。公雄に好意を抱いており、ある時千晶が彼と2人きりでいる所を見て一方的にライバル視するようになる。私生活では5人きょうだいの末っ子だが、他の者が実家を出たため一人で認知症の父親を介護している。
伊藤麗子
演 - ソニン
イケメンのペットショップ店員に夢中。トムと名付けたオスのトイプードルらしき犬を飼っている。内気な性格で、これまであまり一つの物事に打ち込んだ経験がない。恋愛に奥手で、先の店員に好意を寄せていることを隠しながらペットショップに訪れては、「トムがここの店大好きなんです」と誤魔化している。
吉田沙織
演 - 中鉢明子
実家がタバコ屋を経営している。ヘビースモーカーでチーム練初日に公雄から「タバコは持久力の敵」と禁煙を命じられるが、その後も吸い続ける。サバサバした性格だが、その後和枝が経済的に困っていたことを知って貯金箱の金を渡すなど思いやりのある一面も。
姫野かおる
演 - 犬山イヌコ
競輪狂。以前絵美を競輪に誘ったことで時々2人で競輪場に行くようになった。

### 綱娘たちの家族
大林ミツル
演 - 石丸謙二郎
和枝の夫。建設関係の仕事をしていたが工事現場で転落事故に遭って左足などの怪我で失業し、自宅療養中。東京で大学生をしている2人の息子を抱え、住宅ローンもまだ残っている状態。その後トラック運転手に転職する。
中山健太
演 - 齋藤隆成
絵美の息子。高校受験を控える中学生。亡夫の連れ子で戸籍上絵美と親子になったが、彼女のことを“あんた”呼ばわりしている。自身が幼稚園の頃に父親を亡くした後、いつ頃からか誰にも言えない孤独感を感じてきた。絵美との親子関係や将来について悩みながらも、反抗期のせいで素直になれないでいる。ある日商店街で高校生に絡まれてケンカをして警察の世話になる。
藤代直正
演 - 笹野高史
美香の父。元中学教師。認知症を患っており、本人は現職の教師のつもりで外出し、見知らぬ人や美香のことも生徒と間違えるなどの症状が出ている。病気を抱えながらも、元来の正義感の強い性格から、街なかで会った良くない行動をする人を注意したり、ケンカを見かけた時は仲裁するなどしている。

### 市役所関係
花宮健一郎
演 - 風間杜夫
大分市市長。観光客を増やしたり空き地だらけの工業団地に企業を誘致し、地元の雇用を増やし経済の活性化を熱望している。しかし前々から県庁所在地である大分市の認知度が低いことを苦慮している。内心自身の頭がいいことを鼻にかけており、作中では学がない人や女性を見下すような発言をしている。過去に大分市の主婦による綱引きチームが世界大会で優勝したことにあやかり、町おこしの一環として千晶に綱引きチームを作るよう指示を出す。
市長の秘書
演 - 佐藤二朗
花宮の仕事を補助したり外出時にも付添い、彼が他の仕事で忙しい時は代行で職務を行うこともある。控え目な性格で気配り上手だが、時に花宮と市民との間で起こるゴタゴタに自身も巻き込まれる。
広報課課長
演 - 野間口徹
千晶の上司。冒頭で千晶と共に市長から大分市の観光PRを任される。千晶から、綱引きチーム募集に応募者が一人も現れないと聞いてがっかりする。
広報課職員
演 - 木南晴夏
千晶の同僚で彼女より年上らしく敬語で会話されている。妊娠中。朗らかな性格で日常的によく笑っている。綱引きに関して「地味でマイナーでカッコ悪い」と思っている。

### その他の人たち
市議会議長
演 - 綾田俊樹
ある日の市議会の話合いを終えて閉会しようとした所、会議室に練習着姿の千晶が飛び込んできたため驚く。
農協男子綱引きチームの監督
演 - 大川ヒロキ
市職員の千晶から、男子チームの誰かを綱娘のコーチとして貸してほしいと相談を受ける。後日自身のチームの練習見学に来た容子たちが公雄のカッコよさを気に入り、その場で「彼をウチのコーチにしてほしい」と直訴される。
阿南春樹
演 - 石塚英彦
農協(JA)職員。公雄とは仕事関係で親しくしている。ある日和枝の住宅ローン問題の支援を頼む公雄に連れられ、彼女の職場の同僚である容子たちに色々と助言する。数年前まで競技綱引きのメンバーだったらしく、美香に「俺もアンカーマンだった」と会話している。
ペットショップ店員
演 - 和田正人
麗子が片想いしている相手。ペット用品を扱う店で働く。店の前の道を散歩コースにしている麗子と毎日顔を合わせているが自身に好意を寄せていることには気づかず、純粋に彼女が飼うトムを可愛がっている。
地元からは警官役 堀誠 東亮太が参加した。

## スタッフ
- 監督：水田伸生
- 脚本：羽原大介
- 音楽：岩代太郎（MIDIプログラミング：深澤秀行）
- 主題歌：DREAMS COME TRUE「愛して笑ってうれしくて涙して」
- 撮影：中山光一
- 編集：平澤政吾
- VFXスーパーバイザー：オダイッセイ
- ボディスタント：藤田房代、遊木康剛、石戸健太郎
- 方言指導：吉祥じゅん
- 綱引出演：緒方チャッターズ、緒方キッズ、宇佐市職 安心院クラブ、玖珠クラブ
- ロケ協力：大分市、大分市教育委員会、大分ロケーションオフィス　ほか
- 協力：日本綱引連盟、東京都綱引連盟、大分県綱引連盟
- プロデューサー：飯沼伸之、下田淳行
- 製作指揮：城朋子
- 製作：「綱引いちゃった!」製作委員会（NTV、バップ、東宝、D.N.ドリームパートナーズ、ytv、ツインズジャパン、電通）
- 制作プロダクション：ツインズジャパン
- 企画製作：日本テレビ放送網
- 配給：東宝

## 劇中曲
- 「荒城の月」

作詞：土井晩翠、作曲：瀧廉太郎／日本の歌曲。
花宮が修学旅行で大分市にやってきた広島の中学生たちを歓迎し、滝廉太郎が大分市で亡くなっていることにちなんで歌う。
- 「空に太陽がある限り」

作詞、作曲：浜口庫之助／原曲は、1971年ににしきのあきら（現・錦野旦）が歌唱した。
上記の歌に続けて大分市が生んだスターにしきのあきらの代表曲として花宮が歌う。
- 「巡恋歌」

作詞、作曲：長渕剛／原曲は、1978年に長渕が歌唱した。
西川家で綱娘の親睦会が開かれ、酒の買い出しから戻ってきた公雄が歌いながら玄関に向かう。
- 「なごり雪」

作詞、作曲：伊勢正三／原曲は、1974年にかぐや姫に歌唱し、イルカがカバーした曲としても知られる。
西川家で綱娘の親睦会をして酒に酔った容子たち(千晶と席を離れていた和枝は除く)が、ビール瓶をマイク代わりにアカペラで歌う。
- 「走れ」

作詞、作曲：阿部真央／原曲は、2011年に阿部が歌唱した。
ある日の健太の部屋のシーンで彼のCDプレイヤーか何かから聞こえる曲として流れる。
- 「ろくなもんじゃねえ」

作詞、作曲：長渕剛／原曲は、1987年に長渕が歌唱した。
居酒屋で酒に酔った公雄がアカペラで歌う(ただし、前奏の「ぴいぴいぴい」の部分のみ)